# Luglon
Luglon é uma comuna francesa na região administrativa da Nova Aquitânia, no departamento Landes. Estende-se por uma área de 39,43 km². Em 2010 a comuna tinha 404 habitantes (densidade: 10,2 hab./km²).